# Order Hanedani-Ali-Osmana

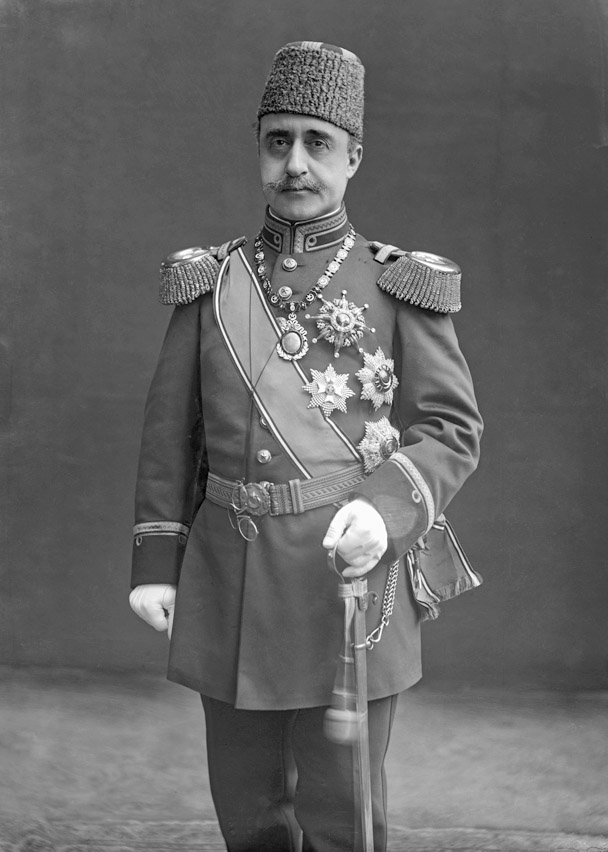
Książę Yusuf Izzettin Efendi z osmańskim orderem domowym na łańcuchu

Order Hanedani-Ali-Osmana (dosł. Order Domowy Osmanów, tur. Hanedan-ı Âli Osman Nişanı) – odznaczenie Imperium Osmańskiego ustanowione przez sułtana Abdülhamida II jako order domowy Dynastii Osmanów. Przeznaczony był do odznaczania rodziny sułtanów tureckich i zagranicznych głów państw.
Order był noszony na wielkiej wstędze składającej się z ukośnych czerwono-białych pasów. Mógł też być noszony na łańcuchu orderowym.

## Odznaczeni
Przyznano go zalewie 50 razy, w większości rodzinie sułtańskiej, kilku panującym monarchom, m.in. brytyjskim imperatorowi Jerzemu V Koburgowi (w 1912), niemieckiemu cesarzowi Wilhelmowi II Hohenzollernowi (1898), perskim szachom Mohammadowi Alemu Kadżarowi (1895) i Ahmadowi Kadżarowi (1914), a także kedywowi egipskiemu Abbasowi II Hilmiemu (1895).